# Pactum turpe
Pactum turpe alt. Pacta turpia (latin skamlig överenskommelse) avser ett avtal som strider mot lag eller goda seder. Principen om pactum turpe går tillbaka till den romerska rätten och har än idag stor betydelse. Principen medför att avtal som är osedliga inte är förtjänta av rättsordningens skydd, varför denna på grund av osedligheten ska vägra att pröva mål som kan anses som skamliga. I vissa länder, exempelvis Sverige, anses pactum turpe inte ensamt utgöra grund för ett avtals ogiltighet, utan omständigheterna i övrigt ska även vara avgörande i det enskilda fallet. Resonemang om en eventuellt ogiltighets följder förekommer även.

## Exempel
Ett exempel där pactum turpe tillämpats i svensk rätt är RH 2004:41 där en f.d. gravid kvinna krävde fullgörelse av ett avtal mellan henne och en man. Avtalet gick ut på att mannen skulle betala kvinnan 25 miljoner kronor om hon valde att avbryta sitt havandeskap. Kvinnan avbröt havandeskapet men mannen vägrade betala, varför kvinnan gick till domstol med sitt krav. Hovrätten dömde i enlighet med pactum turpe och vägrade att pröva avtalet, på grund av avtalets osedlighet och oförenlighet med gällande moral.